# Ch'ŏrwŏn-gun
Ch'ŏrwŏn-gun (koreanska: 철원군) är en kommun i Nordkorea.   Den ligger i provinsen Kangwŏn-do, i den södra delen av landet, 130 km sydost om huvudstaden Pyongyang.